# I.R.S. Records
I.R.S. Records (International Record Syndicate) var et amerikansk pladeselskab. Det blev grundlagt i 1979 af Miles Copeland III sammen med Jay Boberg og Carl Grasso. Miles var også manager for Wishbone Ash, The Police og senere Sting, i tillæg til andre band. I.R.S. var søsterselskab til Copelands selskab Illegal Records (i Storbritannien).
I.R.S.-udgivelsene var distribueret af A&M Records frem til 1985, af MCA Records frem til 1990, og til slut af EMI (som købte selskabet i 1994) frem til det blev nedlagt i 1996. Selskabet stod bag nogle af de mest populære bands i 1980'erne, heriblandt R.E.M. og The Go-Go's.